# Португаль, Альфонсо
Альфонсо Португаль Диас (исп. Alfonso Portugal Díaz); 21 января 1934, Мехико, Мексика — 12 июня 2016, Атлиско, Мексика) — мексиканский футболист и тренер, защитник, известный по выступлениям за «Америка», УНАМ Пумас и сборной Мексики. Участник чемпионата мира 1958 года в Швеции.

## Спортивная карьера
Дебютировал на профессиональном уровне в «Некаксе», в составе которого отыграл три сезона в мексиканской Примере. В 1958 году он перешёл в клуб второго дивизиона «Поса-Рика», но уже по окончании сезона покинул команду, получив приглашение от столичной «Америки». Альфонсо помог клубу выиграть чемпионат и дважды завоевать Кубок Мексики. В 1963 году он был выбран капитаном и оставался им пока в 1966 году не покинул столицу.
Продолжил выступление в составе клуба УНАМ Пумас. Отыграв в течение одного года за пум, он принял приглашение американского «Чикаго Спёрс», однако спустя полгода завершил карьеру.
В 1976 году начал тренерскую карьеру в клубе «Крус Асуль». Он также тренировал «Атлетико Эспаньол», «Атлас», «УАНЛ Тигрес» и «Анхелес де Пуэбла».

## Международная карьера
В 1956 году Португаль дебютировал в составе сборной Мексики. В 1958 году Альфонсо в составе сборной принял участие в чемпионате мира в Швеции. На турнире он сыграл в матче против сборной Швеции.

## Личная жизнь
Альфонсо Португаль — тесть известного футболиста Уго Санчеса. Внук Альфонсо (сын Санчеса и дочери Португаля Эммы) Уго Санчес Португаль также был футболистом, погиб в 2014 году в возрасте 30 лет в результате отравления газом. После развода с Уго Санчесом Эмма вышла замуж за лучшего футболиста Мексики 1987/88 Антонио Карлоса Сантоса.

## Достижения
Командные
 «Америка»
- Чемпионат Мексики по футболу — 1965/66
- Обладатель Кубка Мексики — 1963/64
- Обладатель Кубка Мексики — 1964/65